# Subbaromyces
Subbaromyces — рід грибів родини Ophiostomataceae. Назва вперше опублікована 1953 року.

## Класифікація
Згідно з базою MycoBank до роду Subbaromyces відносять 2 офіційно визнані види:
- Subbaromyces aquaticus
- Subbaromyces splendens